# 루카스 포돌스키
루카스 요제프 포돌스키(독일어: Lukas Josef Podolski, 독일어 발음: [ˈluːkas poˈdɔlski]; 1985년 6월 4일 ~ )는 독일의 축구 선수로 포지션은 공격수이며, 현재 폴란드 엑스트라클라사의 구르니크 자브제 소속이다.
매우 강력하고 정확한 왼발슛과 기술로 유명하다. 그는 독일의 국가대표로서 A매치에 130회 출장하여 49번의 득점을 기록하였고, 이 출장횟수와 득점기록은 모두 독일 역사상 3위의 기록이다. 특히 2013년 5월 29일 에콰도르와의 친선경기에서 경기 시작 9초만에 독일 대표팀 역사상 가장 빠른 골을 기록했다.

## 클럽 경력

### 쾰른
포돌스키는 2003년 쾰른에서 프로 데뷔를 하였다. 2003-04 시즌에 19경기에서 10골,2004-05 시즌에는 30경기 24골을 터뜨리는 폭발력을 보여줬으며 2005-06 시즌에는 32경기 12골로 꾸준하게 득점을 이어나갔다. 포돌스키는 2006년 FIFA 월드컵 직전에 소속팀 쾰른이 부진으로 강등 위기에 놓이자 이적을 결심하여 이적료 약 1천만 유로의 이적료로 독일 명문 바이에른 뮌헨으로 이적하였다.

### 바이에른 뮌헨
포돌스키는 2006년 FIFA 월드컵 직전에 소속 팀 쾰른이 부진으로 강등 위기에 놓이자 이적을 결심하여 이적료 약 1천만 유로의 이적료로 독일 명문 바이에른 뮌헨으로 이적하였다. 그러나 뮌헨 입단 후 잦은 부상과 그로 인한 휴유증으로 심각한 부진에 빠져 2006-07 시즌 리그 22경기 4골에 그쳤다.
그리고 이탈리아 대표팀의 간판 공격수 루카 토니와 독일 대표팀 동료인 미로슬라프 클로제가 2007-08 시즌에 합류하자 포돌스키는 컵 경기나 승부가 결정된 후반 중반에나 투입되는 경기가 많아져 리그 25경기 5골에 머물렀고 자신도 이러한 신세에 불만을 가져 경기에 뛸 수 없다면 이적하겠다고 이적선언을 했으며 뮌헨 측 또한 예전의 기량을 찾지 못하면 방출시키겠다고 엄포를 놓았다.
포돌스키에게는 전 독일 축구 국가대표팀 감독이었던 위르겐 클린스만 감독이 오트마어 히츠펠트 감독의 후임으로 발탁되며 한 줄기 빛이 보이는 듯 했다. 클린스만은 내가 구정하는 팀에는 포돌스키가 필요하다며 잔류를 요청했고 포돌스키도 잔류를 결심했으나 2008-2009 시즌 리그 24경기 6골에 머무르며 더 이상 뮌헨에서 행복하지 않다며 이적을 결심했다. 맨체스터 시티 FC나 토트넘 핫스퍼 FC, AS 로마 등등 여러 팀이 포돌스키에 러브콜을 보냈으나 그는 친정 팀 FC 쾰른으로 복귀하였다.

### 쾰른
지지부진했던 FC 바이에른 뮌헨에서의 커리어를 청산하고 다시 1천만 유로에 친정 팀 FC 쾰른으로 돌아온 포돌스키는 이적 첫 해인 2009-10 시즌 지나친 압박감과 폼 저하로 인해 1425분 동안 무득점 행진을 했으며 골도 단 2골에 그치는 모습을 보여 주었다. 그러나 2010-11 시즌, 밀리보예 노바코비치와 투톱으로 활약하며 13골 7도움이라는 준수한 활약을 보여주었다. 이 해, 이 둘의 득점이 팀 전체 득점의 60퍼센트 이상을 차지했다. 2011-12 시즌 29경기 18골 9도움을 기록했으나 팀은 1부 리그 잔류에 실패했다. FC 쾰른은 2012년 4월 30일 구단 홈페이지를 통해 포돌스키의 아스널 FC로의 이적을 공식적으로 발표했다.

### 아스날
포돌스키는 아스날 FC로 이적 한 후 70경기에서 28골만 넣으면서 부진했다.

### 인테르나치오날레
아스널에서 좋은 모습을 보이지 못한 포돌스키는 2015년 겨울 이적 시장에 이탈리아의 인테르나치오날레로 임대되었다. 그러나 여기서도 17경기 1골이라는 저조한 성적을 보여줬다.

### 갈라타사라이
2015년 7월 4일 갈라타사라이 SK는 루카스 포돌스키의 영입을 공식 발표했다.

### 비셀 고베
2017년 3월 2일, 비셀 고베로부터 이적이 발표 되었다.

### 안탈리아스포르
2020년 1월 23일, 안탈리아스포르와 계약을 맺었다.

## 국가대표팀 경력
- 2005년 FIFA 컨페더레이션스컵 국가대표
- 2006년 FIFA 월드컵 국가대표
- UEFA 유로 2008 국가대표
- 2010년 FIFA 월드컵 국가대표
- UEFA 유로 2012 국가대표
- 2014년 FIFA 월드컵 국가대표
- UEFA 유로 2016 국가대표

## 수상

#### 쾰른
- 2. 분데스리가 : 우승 (2004-05)

#### 바이에른 뮌헨
- 분데스리가 : 우승 (2007-08)
- DFB 포칼 : 2007-08
- DFL 리가포칼 : 2007

#### 아스널
- FA컵 : 우승 (2013-14)
- FA 커뮤니티 쉴드 : 2014

#### 갈라타사라이
- 터키시 컵 : 2015-16
- 터키시 슈퍼컵 : 2015, 2016

#### 비셀 고베
- 일왕배 : 2019

#### 독일
- FIFA 월드컵 : 우승 (2014), 3위 (2006, 2010)
- UEFA 유럽 축구 선수권 대회 : 준우승 (2008)
- FIFA 컨페더레이션스컵 : 3위 (2005)

### 개인
- 2. 분데스리가 득점왕 : 2004-05
- UEFA 유럽 축구 선수권 대회 베스트 팀 : 2008
- UEFA 유로 실버슈 : 2008
- 키커 분데스리가 시즌의 팀 : 2010-11
- 독일 올해의 골 : 2017
- 엑스트라클라사 도움왕 : 2022-23
- FIFA 월드컵 베스트 영플레이어 상 : 2006
- UEFA 유로 2008 맨 오브 더 매치 : vs. 폴란드 (조별리그)
- 2010년 FIFA 월드컵 맨 오브 더 매치 : vs. 호주 (조별리그)
- UEFA 유로 2012 맨 오브 더 매치 : vs. 덴마크 (조별리그)

## 같이 보기
- 미로슬라프 클로제
- 피오트르 트로호프스키